# 北秩父別車站
北秩父別站（日语：／ Kita-Chippubetsu eki */?）是位於北海道雨龍郡秩父別町，隸屬於北海道旅客鐵道（JR北海道）留萌本線的鐵路車站。電報略號為キヘ。本站因其位於「秩父別」的北方而以此作為站名。只有部份普通列車會停靠本站。

## 歷史
- 1956年7月1日：日本國有鐵道留萌本線秩父別站至石狩沼田站之間開設北秩父別臨時車站，開始接待旅客業務。
- 1987年4月1日：由於國鐵分割民營化，車站由JR北海道管理，同時升格為北秩父別站。
- 1990年3月10日：設定營業距離。

## 車站構造

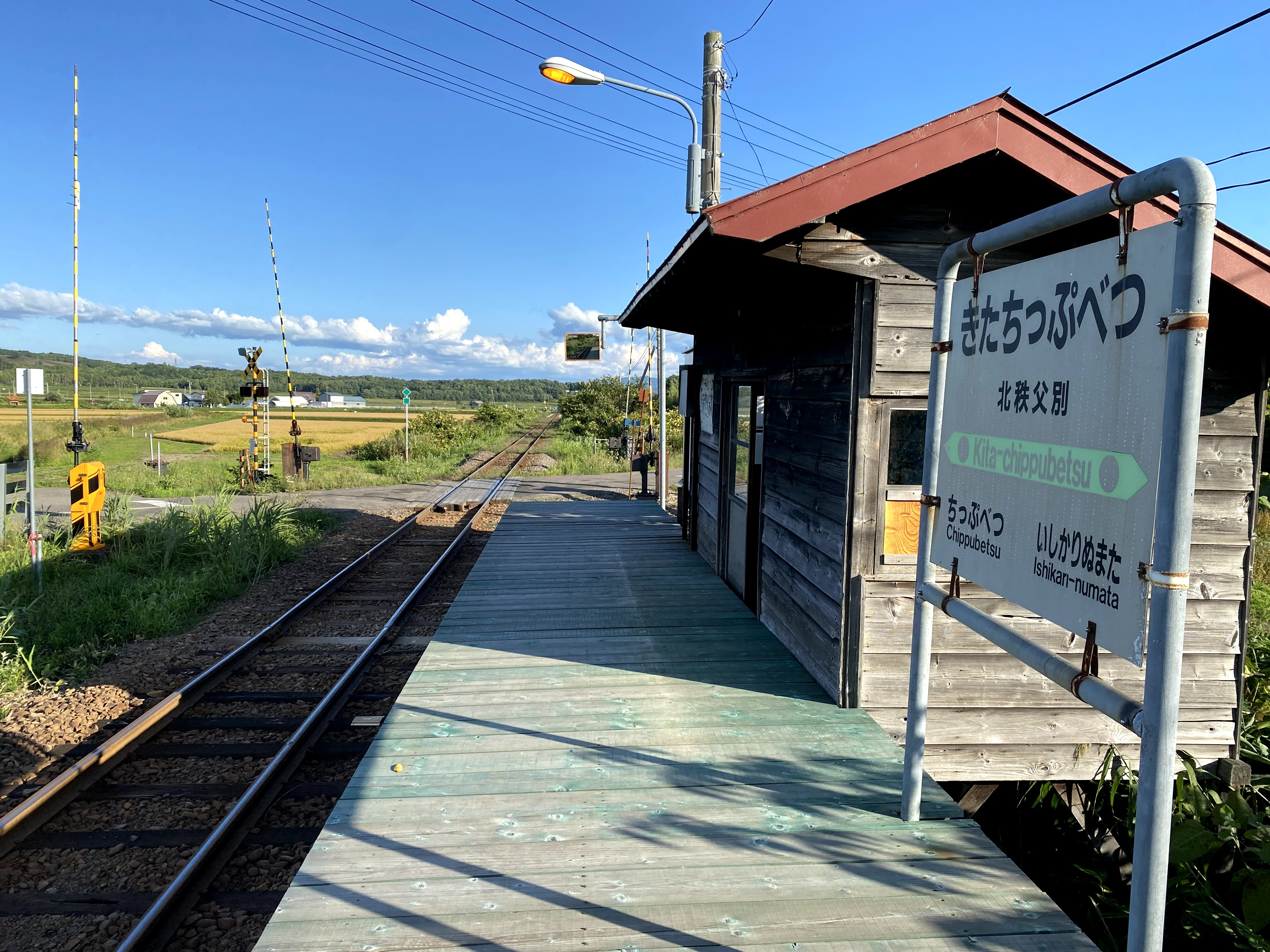
舊候車室與月台（2021年9月）

此站現時為1面1線的地面車站，側式月台位於路軌的西南方（留萌方向的左方）。沒有設置轉轍器的單線路軌車站。
自臨時車站開設以來已是沒有站房的無人車站，不過月台中央設有候車室。候車室以木板建成。牆壁放置一幅手製的站名標誌牌。站內沒有設置廁所。月台為木製甲板式，深川方向設有斜路連接車站外的道路。

## 載客量
- 1992年度的每天載客量為2人。
- 2011年至2015年度平均每天載客量少於10人[1]。

## 車站周邊
周圍主要有數戶農家及田地。主要是稻田，4月下旬有不少天鵝飛來。
- 深川留萌自動車道（深川沼田道路）
- 北海道道282號沼田妹背牛線（日语：北海道道282号沼田妹背牛線）
- 瀧之川自然公園 - 賞櫻的名勝地。
- 秩父別川
- 空知中央巴士（日语：空知中央バス）「6条3丁目」車站（沿道道282號）

## 相鄰車站
北海道旅客鐵道
留萌本線
秩父別－北秩父別－石狩沼田
往深川（上行列車）方向，只有4920D、4922D、4926D、4932D列車會停靠本車站。
往石狩沼田（下行列車）方向，
只有4929D(16:21) 、4931D(18:24)列車會停靠本車站。

## 外部連結
- 秩父別站（JR北海道旭川分社）